# Квінт Поппей Секунд
Квінт Поппей Секунд (? — після 19) — політичний діяч ранньої Римської імперії, консул-суффект 9 року.

## Життєпис
Походив із роду Поппеїв. Син Гая Поппея Сабіна, сенатора. Про молоді роки мало відомостей. У 9 році став консулом-суффектом разом із Марком Папієм Мутілом. На цій посаді з колегою домігся прийняття закону щодо зміцнення шлюбу поміж заможних та знатних станів. При цьому сам ніколи не був одружений.
У 19 році Квінт Поппей отримав призначення на посаду проконсула до провінції Азія. Подальша доля невідома.